# Софі Фрем'є
Софі Фрем'є (Рюд) (фр. Sophie Fremiet; 16 червня 1797, Діжон — 4 грудня 1867, Париж) — французька художниця-портретистка, дружина скульптора Франсуа Рюда.

## Життєпис
Народилася в 1797 в Діжоні. Її дід з материнського боку, Луї-Габріель Мон'є, був першим хранителем Діжонського музею образотворчих мистецтв. Батько, Луї Фрем'є, також захоплювався мистецтвом і був близьким до інтелектуальних та артистичних кіл. Так, він підтримував молодого скульптора Франсуа Рюда, допомагав йому матеріально і часто запрошував до себе. Перші уроки живопису Софі отримала у Анатоля Девожа, сина художника Франсуа Девожа, з яким дружив її дід. Сам Анатоль був учнем Давида та засновником Діжонської художньої школи.
У роки реставрації Бурбонів батько Софі, затятий бонапартист, змушений залишити Францію. Він оселився в Брюсселі, куди за ним поїхав і його протеже Франсуа Рюд. Софі в Брюсселі вступила до Давида, який також був у вигнанні. Вчитель високо цінував талант Софі та довіряв їй робити копії своїх робіт. Вона також брала участь у виставках у Брюсселі та в Антверпені.
У 1818 виставила в Брюссельському салоні два портрети; перший справжній успіх їй принесла в 1820 картина «Прекрасна Антія».
У 1821 вийшла заміж за Франсуа Рюда. У 1822 в них народився син Амедей (помер в 1830 в Парижі). У Брюсселі писала портрети, міфологічні сцени та картини релігійного змісту. Вона також отримала низку замовлень, у тому числі на картини для палацу в Тервюрені, алегоричні постаті для бібліотеки герцога д'Аренберга та ін.
У 1826 Франсуа Рюд вирішив повернутися до Парижа. Він створював скульптурні портрети великих людей Франції; Софі також звернулася до історичного живопису. Але її улюбленим жанром залишався портрет, причому теплий, романтичний стиль її портретів контрастує із суворим академізмом історичних і релігійних картин художниці. Писала вона в основному друзів, знайомих та членів сім'ї, але також виконувала замовлення паризької та провінційної буржуазії.
У 1832-1836 Рюд працював над скульптурним оформленням паризької Тріумфальної арки. Для постаті, відомої як Марсельєза, позувала Софі.
У 1855 Франсуа Рюд помер. Овдовіла Софі багато зробила для збереження пам'яті та спадщини чоловіка.
У 1867 похована поряд з ним на цвинтарі Монпарнас.

## Галерея

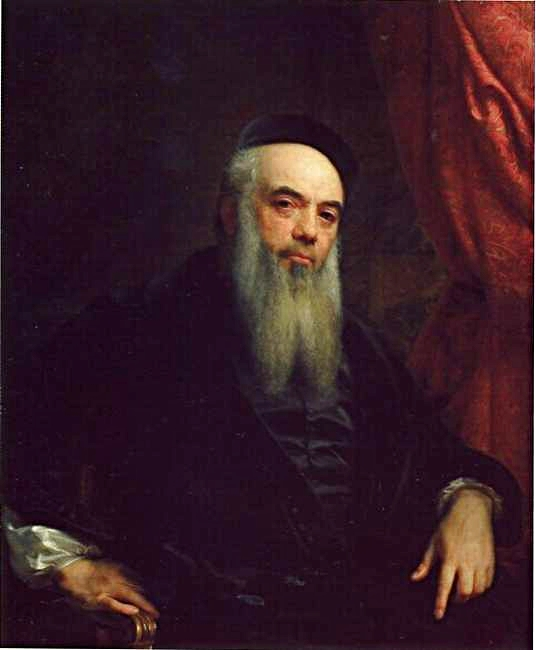
Портрет Франсуа Рюда. 1842
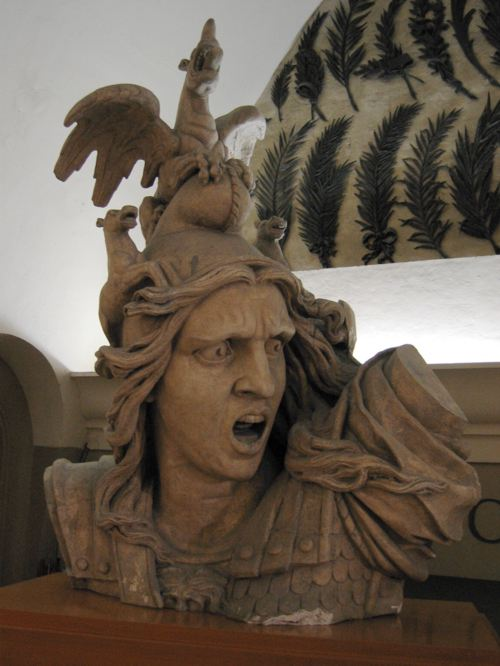
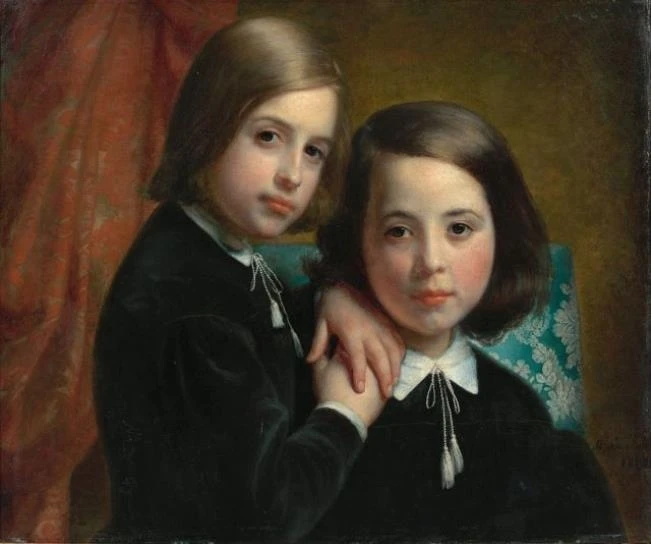
Портрет дітей
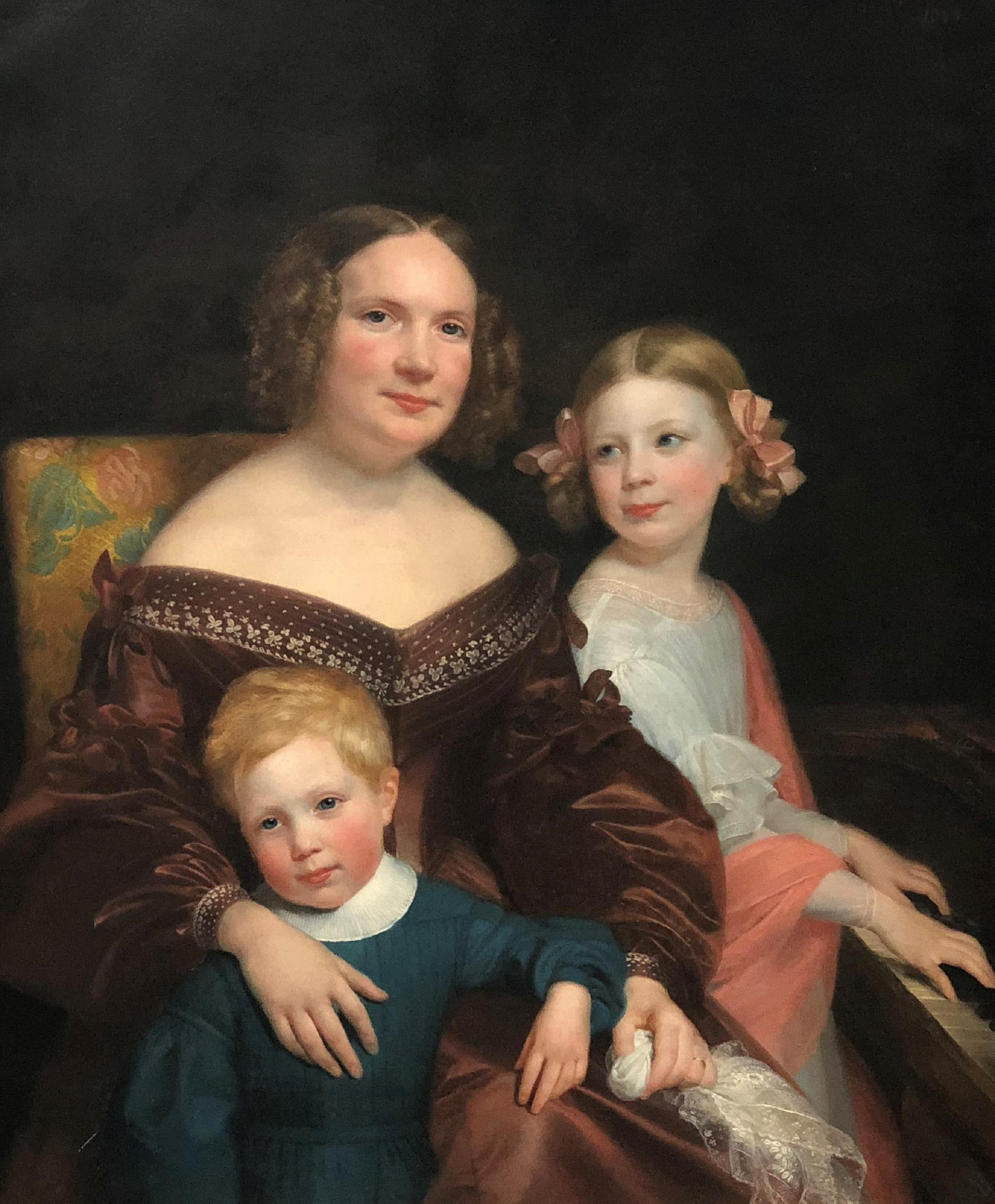
Retrato de una madre y dos hijos de Sophie Fremiet Rude, 1840, óleo sobre lienzo.
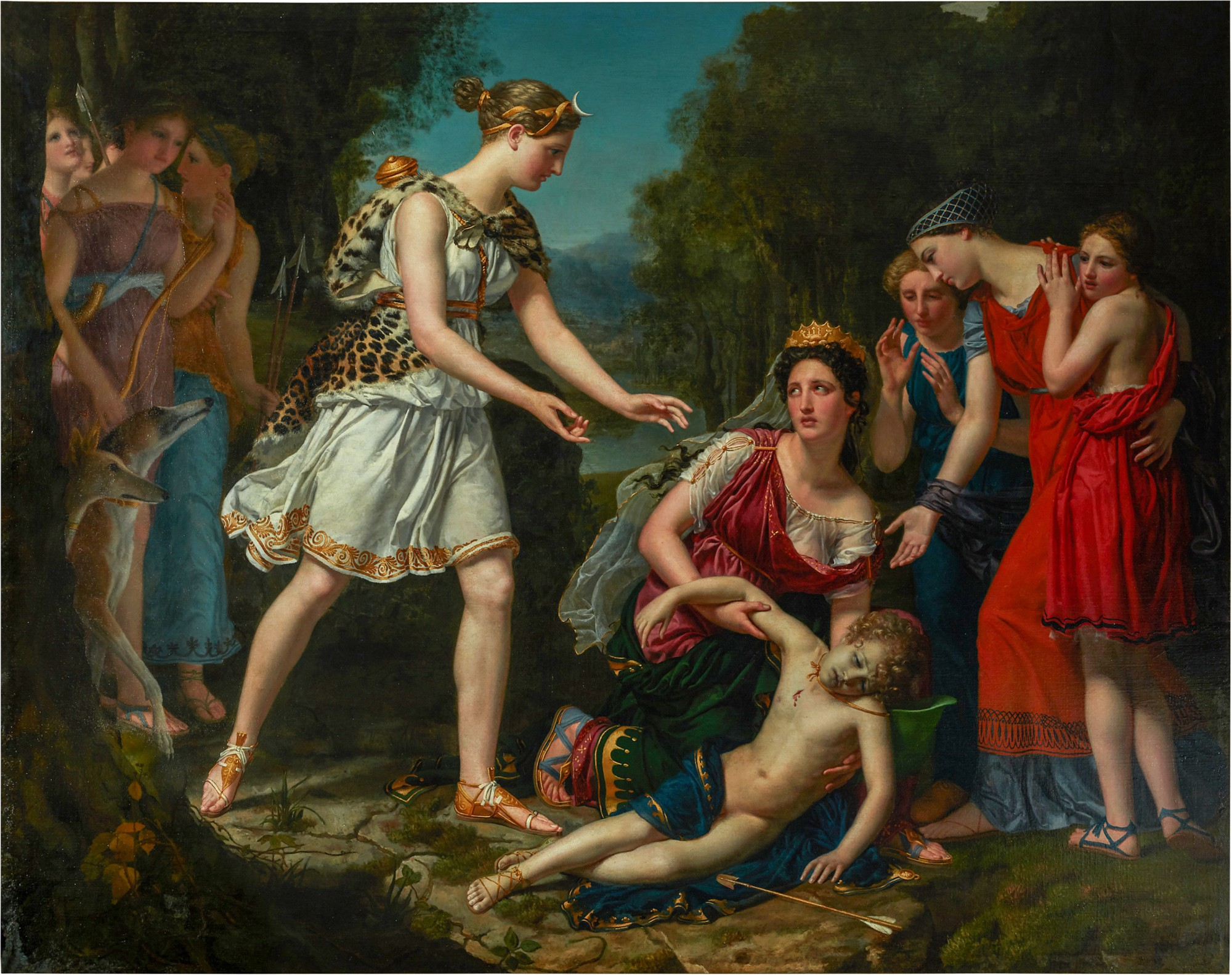
La muerte de Cenchirias, hijo de Neptuno y la ninfa Peirene, 1821-23.
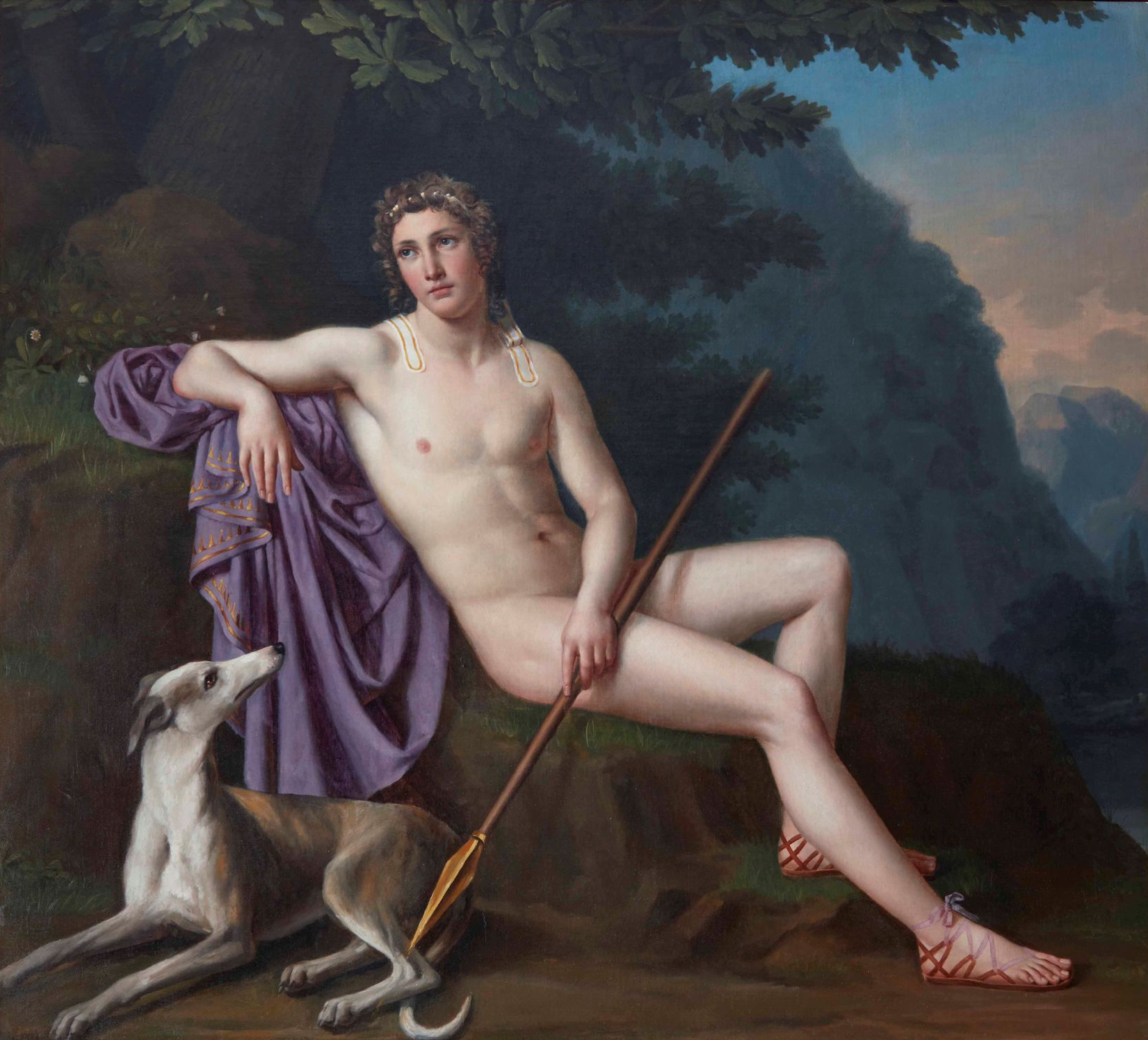
Adonis de Sophie Rude.
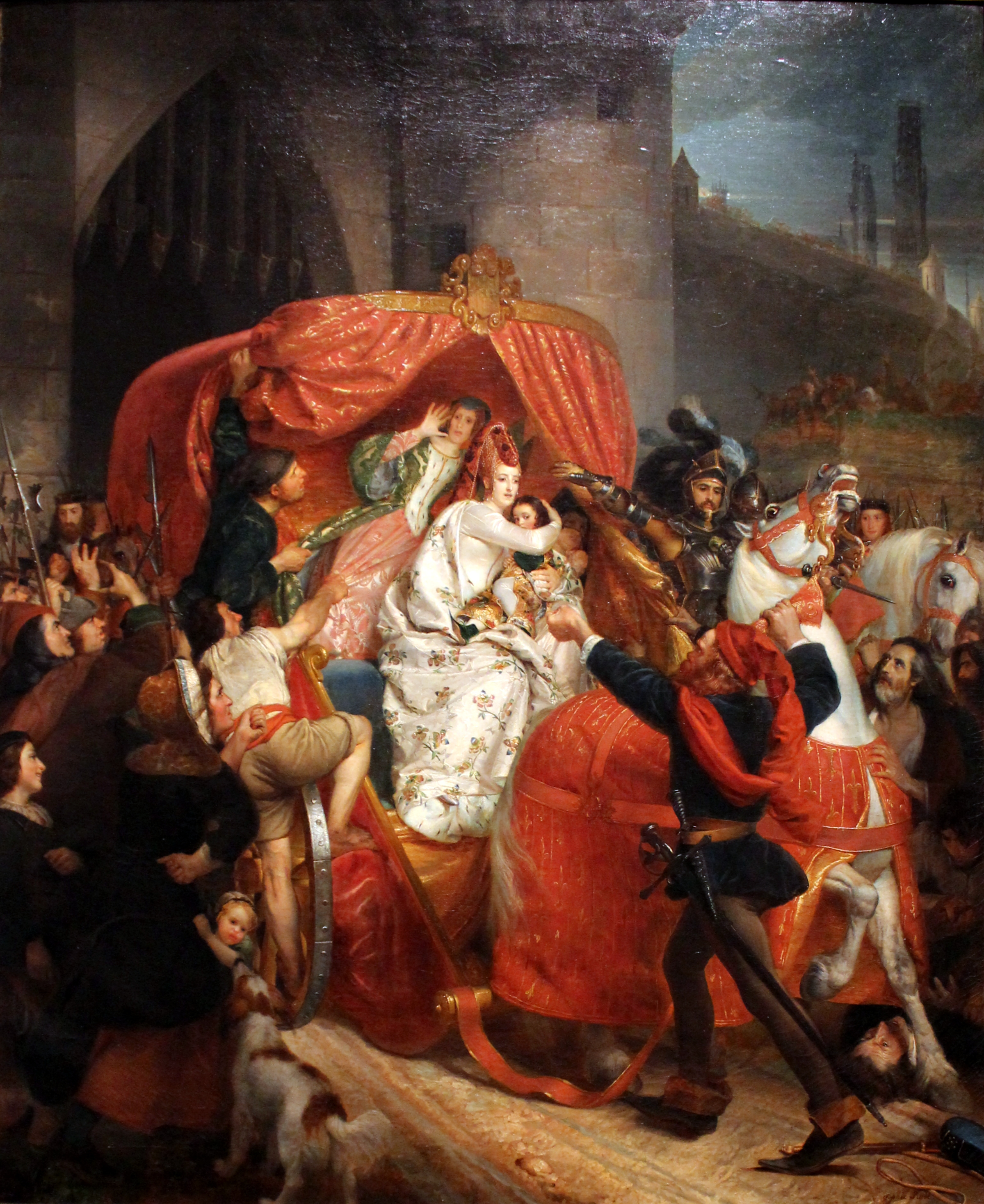
La duquesa de Borgoña arrestada a las puertas de Brujas.
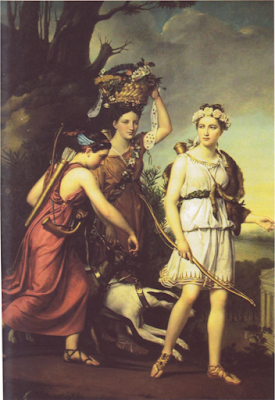
Прекрасна Антія